# Більтин
Більтин (фр. Biltine, араб. بلتين трансліт. Biltīn) — місто на сході Чаду, центр регіону Ваді-Фіра (колишня префектура Більтин) і однойменного департаменту. Населення 11 000 осіб (згідно з переписом 2005 року).
25 листопада 2006 року місто було захоплене загонами повстанської організації Об'єднання демократичних сил, але наступного дня повстанці були звідти вибиті урядовими військами.

## Клімат
Місто знаходиться у зоні, котра характеризується кліматом тропічних пустель. Найтепліший місяць — травень із середньою температурою 32.8 °C (91 °F). Найхолодніший місяць — січень, із середньою температурою 23.7 °С (74.7 °F).
| Клімат Більтина         | Клімат Більтина | Клімат Більтина | Клімат Більтина | Клімат Більтина | Клімат Більтина | Клімат Більтина | Клімат Більтина | Клімат Більтина | Клімат Більтина | Клімат Більтина | Клімат Більтина | Клімат Більтина | Клімат Більтина |
| Показник                | Січ.            | Лют.            | Бер.            | Квіт.           | Трав.           | Черв.           | Лип.            | Серп.           | Вер.            | Жовт.           | Лист.           | Груд.           | Рік             |
| Середня температура, °C | 23,7            | 25,8            | 29,1            | 32,1            | 32,8            | 32,2            | 29,6            | 28              | 29,3            | 29,6            | 26,8            | 24,4            | 28,6            |
| Норма опадів, мм        | 0               | 0               | 0               | 0.9             | 8.8             | 20.3            | 88.9            | 154.1           | 38.1            | 2.1             | 0               | 0               | 313.2           |
| Днів з опадами          | 0               | 0               | 0,1             | 0,8             | 1,8             | 7               | 15,2            | 12,4            | 5,1             | 0,9             | 0               | 0               | 43,3            |
| Вологість повітря, %    | 20.4            | 16.8            | 15.3            | 16.8            | 23.9            | 36.6            | 54.6            | 64.8            | 53.9            | 32.1            | 22.4            | 22.5            | 31.7            |
| ----------------------- | --------------- | --------------- | --------------- | --------------- | --------------- | --------------- | --------------- | --------------- | --------------- | --------------- | --------------- | --------------- | --------------- |
| Джерело: Weatherbase    |                 |                 |                 |                 |                 |                 |                 |                 |                 |                 |                 |                 |                 |